# Vitalij Fridzon
Vitalij Valer'evič Fridzon (in russo Витaлий Валерьевич Фридзoн?; Klincy, 14 ottobre 1985) è un cestista russo.

## Carriera
Con la Russia ha disputato due edizioni dei Giochi olimpici (Pechino 2008, Londra 2012), due dei Campionati mondiali (2010, 2019) e sei dei Campionati europei (2005, 2009, 2011, 2013, 2015, 2017).

## Statistiche

### Eurolega
| Anno       | Squadra              | PG  | PT | MP   | TC%  | 3P%  | TL%  | RP  | AP  | PRP | SP  | PP   |
| ---------- | -------------------- | --- | -- | ---- | ---- | ---- | ---- | --- | --- | --- | --- | ---- |
| 2009-2010  | Chimki               | 16  | 2  | 19,0 | 37,5 | 32,7 | 96,4 | 2,4 | 2,0 | 0,4 | 0,1 | 6,5  |
| 2010-2011  | Chimki               | 9   | 7  | 22,5 | 32,8 | 31,3 | 75,9 | 4,1 | 1,4 | 0,7 | 0,1 | 8,2  |
| 2012-2013  | Chimki               | 24  | 5  | 24,0 | 45,0 | 43,2 | 81,2 | 2,5 | 2,2 | 1,0 | 0,1 | 11,4 |
| 2013-2014  | CSKA Mosca           | 31  | 7  | 17,9 | 52,0 | 50,0 | 85,3 | 1,5 | 1,1 | 0,5 | 0,1 | 7,5  |
| 2014-2015  | CSKA Mosca           | 23  | 18 | 18,3 | 41,7 | 42,3 | 87,2 | 2,3 | 1,4 | 0,7 | 0,1 | 7,8  |
| 2015-2016† | CSKA Mosca           | 27  | 14 | 14,0 | 47,5 | 42,9 | 83,3 | 1,7 | 0,9 | 0,6 | 0,0 | 6,4  |
| 2016-2017  | CSKA Mosca           | 35  | 6  | 12,9 | 51,1 | 41,7 | 86,0 | 1,2 | 0,8 | 0,6 | 0,3 | 5,9  |
| 2017-2018  | CSKA Mosca           | 30  | 0  | 7,6  | 37,2 | 38,2 | 88,2 | 0,7 | 0,4 | 0,3 | 0,1 | 2,9  |
| 2020-2021  | Zenit S. Pietroburgo | 30  | 3  | 5,4  | 41,9 | 31,2 | 83,3 | 0,6 | 0,3 | 0,2 | 0,0 | 1,2  |
| Carriera   | Carriera             | 225 | 62 | 14,6 | 44,6 | 41,6 | 85,0 | 1,6 | 1,0 | 0,5 | 0,1 | 6,1  |

## Palmarès

### Squadra
- Coppa di Russia: 1

Chimki: 2007-08
- VTB United League: 7

Chimki: 2010-11
CSKA Mosca: 2013-14, 2014-15, 2015-16, 2016-17, 2017-18
Zenit San Pietroburgo: 2021-22
- Supercoppa VTB United League: 1

Zenit San Pietroburgo: 2022
- Eurocup: 1

Chimki: 2011-12
- Eurolega: 1

CSKA Mosca: 2015-16

### Individuale
- MVP finals VTB United League: 1

Chimki: 2010-11